# Valea Călugărească
Valea Călugărească è un comune della Romania di 10467 abitanti, ubicato nel distretto di Prahova, nella regione storica della Muntenia.
Il comune è formato dall'unione di 15 villaggi: Arva, Coslegi, Dârvari, Pantazi, Rachieri, Radila, Schiau, Valea Călugărească, Valea Largă, Valea Mantei, Valea Nicovani, Valea Poienii, Valea Popii, Valea Ursoii, Vârfurile.